# Roger Albrecht
Roger Philipp Albrecht, född 13 juni 1968, är en svensk företagare. Albrecht är bördig från Visby på Gotland och bodde under skolåren i Klintehamn. Bor numera i Visby.
Han arbetade under åren 1996 - 1999 med Visby Gästhamn. Erhöll 1999 Guldstjärna av Svenska Turistföreningen för en av Sveriges bäst skötta gästhamnar.
Under åren 2000 - 2006 arbetade han som bland annat som VD på Gotlandsflyg där han var en av grundarna.